# Пет Г'юз (тенісист)
Пет Г'юз (англ. Pat Hughes; 21 грудня 1902 — 8 травня 1997) — колишній британський тенісист.
Здобув 35 одиночних титулів.
Перемагав на турнірах Великого шолома в парному розряді.
Завершив кар'єру 1941 року.

## Фінали турнірів Великого шолома

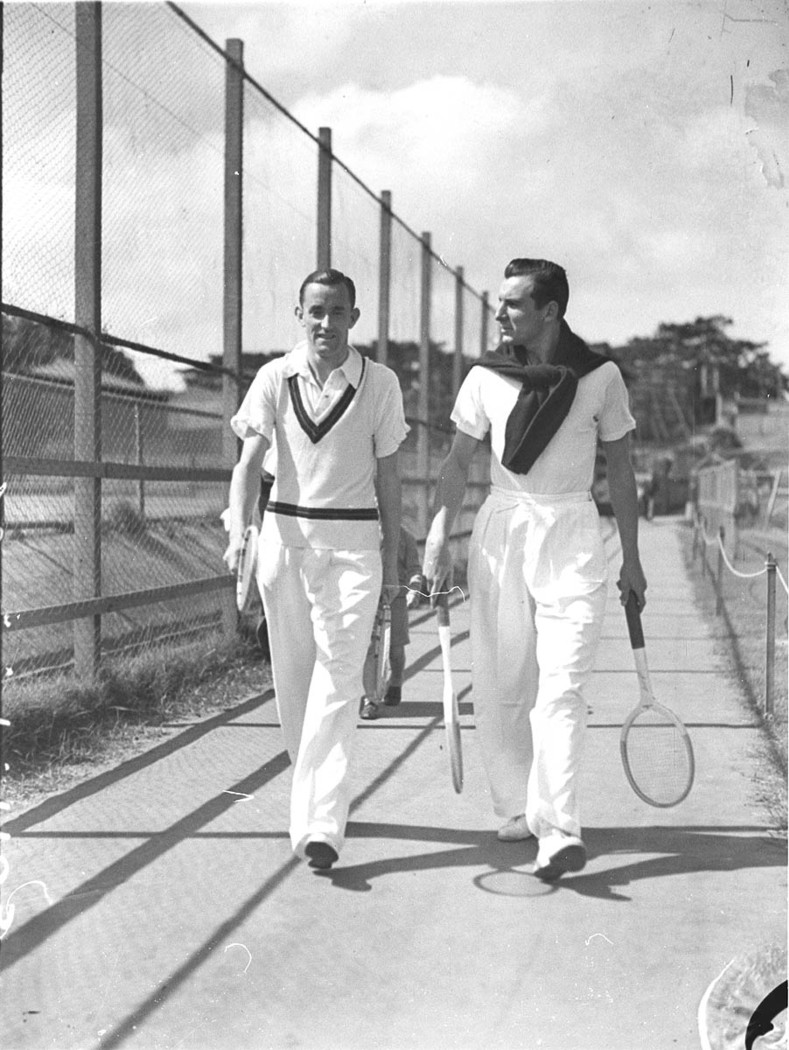
Пет Г'юз і Фред Перрі у Вайт-Сіті перед січневим турніром Melbourne Centenary Australian Championships 1935 у Куйонгу

### Парний розряд (3–4)
| Результат | Рік  | Турнір               | Покриття | Партнер      | Суперники                               | Рахунок                 |
| --------- | ---- | -------------------- | -------- | ------------ | --------------------------------------- | ----------------------- |
| Поразка   | 1932 | Вімблдонський турнір | Трава    | Фред Перрі   | Жан Боротра Жак Брюньйон                | 0–6, 6–4, 6–3, 5–7, 5–7 |
| Перемога  | 1933 | Чемпіонат Франції    | Ґрунт    | Фред Перрі   | Адріан Квіст Вівіан Макграт             | 6–2, 6–4, 2–6, 7–5      |
| Перемога  | 1934 | Чемпіонат Австралії  | Трава    | Фред Перрі   | Адріан Квіст Дон Тернбулл               | 6–8, 6–3, 6–4, 3–6, 6–3 |
| Поразка   | 1935 | Чемпіонат Австралії  | Трава    | Фред Перрі   | Джек Кроуфорд (тенісист) Вівіан Макграт | 4–6, 6–8, 2–6           |
| Поразка   | 1936 | Чемпіонат Франції    | Ґрунт    | Реймонд Такі | Жан Боротра Марсель Бернар              | 2–6, 6–3, 7–9, 1–6      |
| Перемога  | 1936 | Вімблдонський турнір | Трава    | Реймонд Такі | Charles Hare Френк Вайлд                | 6–4, 3–6, 7–9, 6–1, 6–4 |
| Поразка   | 1937 | Вімблдонський турнір | Трава    | Реймонд Такі | Дон Бадж Джин Мако                      | 0–6, 4–6, 8–6, 1–6      |